# Charlie Williams (écrivain)
Pour les articles homonymes, voir Charlie Williams et Williams.
Charlie Williams, né en 1971 à Worcester, dans le Worcestershire, est un écrivain britannique, auteur de roman policier.

## Biographie
Il entreprend sans succès des études supérieures à l'Université de Swansea, au pays de Galles, puis s'inscrit à l'Université du Kent de Canterbury.
En 2004, il amorce une carrière en littérature avec Les Allongés (titre original : Deadfolk), premier volet d'une série policière ayant pour héros Royston Blake, videur d'un nightclub de la petite localité (fictive) de Mangel, inspirée par Worcester, la ville natale de l'auteur. Influencée par Jim Thompson, Charles Willeford et Thomas Hardy, cette suite romanesque conjugue humour noir et intrigue criminelle dans une pénétrante étude des mœurs britanniques d'une contrée rurale.

## Œuvre

### Romans

#### SérieMangel
- Deadfolk (2004) Publié en français sous le titre Les Allongés, traduit par Daniel Lemoine, Paris, Gallimard, Série noire, 2007  (ISBN 978-2-07-077437-1) ; réédition, Paris, Gallimard, Folio policier no 538, 2009  (ISBN 978-2-07-037598-1)
- Fags and Lager (2005), aussi paru sous le titre Booze and Burn Publié en français sous le titre Des clopes et de la binouze, traduit par Thierry Marignac, Paris, Gallimard, Série noire, 2008  (ISBN 978-2-07-077712-9)
- King of the Road (2006) Publié en français sous le titre Le Roi du macadam, traduit par Thierry Marignac, Paris, Gallimard, Série noire, 2009  (ISBN 978-2-07-078651-0)
- One Dead Hen (2011)
- Made of Stone (2013)

#### Autres romans
- Stairway to Hell (2009)
- Graven Image (2011), court roman
- Love Will Tear Us Apart (2013), court roman

### Recueils de nouvelles
- Crimewave 10: Now You See Me (2008), écrit en collaboration avec huit autres auteurs
- Your Place is in the Shadow (2013)